# タコマ路面電車惨事
座標: 北緯47度14分17秒 西経122度26分10秒 / 北緯47.238度 西経122.436度
タコマ路面電車惨事（タコマろめんでんしゃさんじ、英: Tacoma Streetcar Disaster）とは、1900年7月4日にワシントン州タコマで発生した公共交通機関の事故である。過積載の路面電車がカーブを曲がりきれず、現在のサウス・タコマ・ウェイにかかっていたトレッスル橋付近の築堤を転落した。この事故により43人が死亡、約85人が負傷し、多くが重傷を負った。

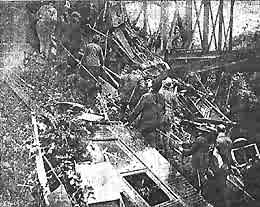
タコマ路面電車惨事後の様子。写真は1900年7月5日発行のタコマ・デイリー・レジャーから。

## 背景
タコマではいくつかの個人所有の路面電車会社が1888年から運行していた。1900年までには市街地からいくつかの郊外地域へ向かう路線があり、タコマのダウンタウンエリアにある急勾配を上り下りするものもあった。それらの会社のうちの1社に、タコマ - スパナウェー間とタコマ - ステイラクーム間の路線を運行していたタコマ・レイルウェイ・アンド・パワー (Tacoma Railway & Power) があった。

## 事故
午前8時ちょうどにエジソン地区（現在のサウス・タコマ）を出発した車両は、タコマで行われる独立記念日パレードへ向かう乗客で混雑しており、定員を超過していた。デリン・ストリートに沿って丘を下っている途中、車両を十分に減速させられない事が明らかになり、乗客は飛び降り始めた。列車は南26丁目とCストリートの交差点付近（線路が北へ曲がりトレッスル橋を渡る場所）で脱線し、100フィート（30m）以上転落して渓谷に突っ込んだ。
周辺住民が衝突音を聞きつけ救助活動にあたった。現場では多くの乗客が車両に閉じ込められており、恐ろしい光景であったという。この時点で37人の死亡が確認され、後日さらに6人が死亡したことで、最終的な死者は43人となった。

## 事故後
翌日、ピアース郡の検視官により審問が開催された。最終的に、事故は運転士のF・L・ベーム（F. L. Boehm）が車両を速度超過で運転したことが原因であるとされた。ベームは車両が過積載でなければカーブを曲がりきれたかもしれないと証言した。タコマ・レイルウェイ・アンド・パワー・カンパニー (Tacoma Railway and Power Company) はその後すぐにそのトレッスル橋を使用することをやめ、1910年に取り壊した。